# Yu Jing
Dans ce nom chinois, le nom de famille, Yu, précède le nom personnel.
Pour les articles homonymes, voir Yu.
Yu Jing, née le 29 mai 1985 à Harbin, est une patineuse de vitesse chinoise spécialiste du 500 et du 1 000 m. Elle est double championne du monde de sprint en 2012 et 2014.

## Palmarès

### Jeux olympiques d'hiver
| Épreuve / Édition   | 500 mètres | 1 000 mètres | 1 500 mètres | 3 000 mètres | 5 000 mètres | Mass start | Poursuite par équipes |
| JO 2010 Vancouver   | —          | 32e          | —            | —            | —            | —          | —                     |
| JO 2018 Pyeongchang |            | 17e          | —            | —            | —            | —          | —                     |

Légende :
- : première place, médaille d'or
- : deuxième place, médaille d'argent
- : troisième place, médaille de bronze
- : pas d'épreuve
- — : Non disputée par le patineur
- DSQ : disqualifiée

### Championnats du monde
- Médaille d'argent sur 500 m en 2012 à Heerenveen
- Médaille d'argent sur 1 000 m en 2012 à Heerenveen

### Championnats du monde de sprint
- Médaille d'or en 2012 à Calgary
- Médaille d'or en 2014 à Nagano
- Médaille d'argent en 2013 à Salt Lake City
- Médaille de bronze en 2009 à Moscou

### Coupe du monde
- Vainqueur du classement du 500 m en 2012.

## Records
Elle a battu deux records du monde durant sa carrière, un au 500 m et un au combiné du sprint en janvier 2012.